# Willy Steveniers
Jean Willem Steveniers, detto Willy (Anversa, 12 dicembre 1938), è un ex cestista e allenatore di pallacanestro belga.

## Carriera
Con il Belgio ha disputato due edizioni dei Campionati europei (1959, 1961).

## Palmarès

### Giocatore
- Campionato belga: 4

Raching Mechelen: 1964-65, 1965-66, 1966-67, 1979-80
- Coppa del Belgio: 1

Raching Mechelen: 1965